# Gebo

Gebo

Gebo (ᚷ) ist die siebte Rune des älteren Futhark mit dem Lautwert g und fehlt im altnordischen Runenalphabet.
Der rekonstruierte urgermanische Name bedeutet „Gabe“. Er erscheint in den Runengedichten als altenglisch gyfu bzw. gotisch gewa.

## Zeichenkodierung
| Standard  | Standard    | Gebo (ᚷ)                 |
| --------- | ----------- | ------------------------ |
| Unicode   | Codepoint   | U+16B7                   |
| Unicode   | Name        | RUNIC LETTER GEBO GYFU G |
| UTF-8     | UTF-8       | E1 9A B7                 |
| XML/XHTML | dezimal     | &#5815;                  |
| XML/XHTML | hexadezimal | &#x16B7;                 |